# Kaiserliches Kürassierregiment K 11 (1756)
Das Kürassierregiment K 11 wurde im Jahr 1680 als „Hallwyl-Cürassiere“ errichtet, 1769 in das Kavallerie-Regiment Nr. 25 (Podstatzky) umbenannt, 1775 wurde es aufgelöst.

## Inhaber
- 1680 Friedrich Ludwig von Hallwyl († 1684 bei Ofen), Generalmajor
- 1684 Donat Heißler von Heitersheim, Feldmarschall, († 1696, Gefallen bei Olasch)
- 1693 Graf Johann Andreas von Corbelli († 1703), General der Kavallerie
- 1704 Karl Ludwig von Birago, Graf von Roccavione († 1711), General der Kavallerie
- 1711 Graf Joseph Albert von Saint-Croix († 1720), Feldmarschall-Lieutenant
- 1720 Graf Johann Friedrich von Lanthieri († 1744), General der Kavallerie
- 1745 Graf Leopold Ludwig Franz von Bentheim-Bentheim (* 1698; † 1751)
- 1751 Graf Georg Karl Kager von Stampach († 1768), Feldmarschall-Lieutenant, erhielt 1753 das Kürassierregiment K 4
- 1753 Friedrich August von Anhalt-Zerbst, Bruder der Kaiserin Katharina II von Russland ging 1767 in russische Dienste
- 1767 Graf Franz Carl von Podstatzky († 1776)

## Gefechtskalender
Das Kürassierregiment kämpfte bereits im Großen Türkenkrieg, zunächst 1683 beim Entsatz von Wien dann 1684 in der Schlacht bei Gran und der ersten Belagerung von Ofen. Im Jahr 1685 nahm es an der Blockade von Neuhäusel teil und kämpfte in der zweiten Schlacht bei Gran sowie 1686 bei der zweiten Belagerung von Ofen sowie dem anschließend Feldzug nach Ober-Ungarn und dem Gefecht bei Szegedin. Danach war es im Jahr 1688 bei der Belagerung von Belgrad. Im Jahr 1696 kämpfte es in der Schlacht von Olasch, 1697 in der Schlacht bei Zenta sowie dem Feldzug nach Bosnien und 1699 hatte es die Aufwartung am Friedenskongresse in Carlowitz.
Im Spanischen Erbfolgekrieg marschierte das Regiment 1701 mit dem Prinzen Eugen nach Italien und war 1702 bei der Belagerung von Mantua. Dort hatte es beim Ausfall am 22. März hohe Verluste und nochmals in der Schlacht bei Luzzara. Im Jahr 1705 kämpfte es dann bei Cassano und 1706 beim Entsatz von Turin. Es kehrte nach Deutschland zurück und nahm 1710 am Feldzuge am Rhein teil, 1712 kam es in die Niederlande und kämpfte in der Schlacht bei Denain.
Im 6. Türkenkrieg war es 1716 in der Schlacht von Peterwardein und der Belagerung von Temesvar sowie 1717 in der Schlacht bei Belgrad im Einsatz.
Im Polnischen Erbfolgekrieg war es 1734 und 1735 in den Feldzügen am Rhein teil. Im 7. Türkenkrieg deckte das Regiment 1737 beim Rückzuge bei Fort Elisabeth den Marsch der Artillerie und Bagage. Es stand 1738 im Gefecht bei Belgrad und 1739 in der Schlacht bei Krotzka. 
Im Österreichischen Erbfolgekrieg kämpfte das Regiment 1741 in der Schlacht bei Mollwitz später kam es dann nach Böhmen. Im Jahr 1742 kämpfte es im Gefecht bei Frauenberg und bei der Belagerung von Prag. In den Feldzügen von 1743 und 1744 kam es zur Armee in Bayern, war am Rhein und in Böhmen und wurde anschließend in die Niederlande verlegt. Dort kämpfte es in den Schlachten bei Rocoux (1746) und bei Lauffeldt (1747). 
Im Siebenjährigen Krieg kämpfte das Regiment 1757 in den Schlachten bei Prag Breslau und Leuthen. Im folgenden Jahr 1758 kämpfte es in der Schlacht bei Hochkirch, 1759 im Gefecht bei Maxen und 1760 in der Schlacht bei Torgau. Im Jahr 1761 war es in Schlesien stationiert und 1762 kämpfte es noch im Gefecht bei Burkersdorf. 
Nach dem Krieg wurde das Regiment 1775 in Ungarn aufgelöst.

### Otto von Pfefferkorn
Im spanischen Erbfolgekrieg in den Feldzügen von 1701, 1702 und 1705 zeichnete sich der Major Pfefferkorn von Ottersbach besonders aus. Er führte ein erfolgreiches  Streifenkorps, das viele Vorräte und Gefangene einbrachte. So erbeutete er im Mai 1705 bei Lodi die Bagage des Herzogs von Vendome. Am 18. Mai 1705 wollte der französischen Generalleutnant Vaubecourt ihn stellen. Bei dem Gefecht wurden 4 französische Oberste und 26 Offiziere gefangen genommen, ein Oberstleutnant und 400 Mann fielen. Am 19. Mai 1705 eroberte Pfefferkorn nochmals 6 Standarten und ein Paar Pauken und erbeutete 300 Pferde, 8.000 Louisdors und 50.000 Silberlivrè. Er wurde zur Belohnung zum Oberst befördert, später erhielt er in das Kürassierregiment Reising und wurde Feldmarschall-Lieutenant.

## Uniform
Des Regimentes erhielt 1748 weiße Röcke mit roten Aufschlägen und weißen Knöpfen und  1767 meergrüne Aufschläge und gelben Knöpfen. 